# リーヴェルファンタジア〜マリエルと妖精物語〜
『リーヴェルファンタジア〜マリエルと妖精物語〜』は、2002年にビクターインタラクティブソフトウェアから発売されたPlayStation 2用RPG。制作はインフィニティー。キャラクターデザインは戸部淑。

## シナリオ
主人公マリエルは「妖精の樹」と呼ばれる木を守る家系に生まれた少女で、既に伝説と化した妖精を見たり会話したりする事が出来る。
ある日、アルフレッドと名乗る黒猫が、現在失踪中のマリエルの父親が作った借金を取り立てにやって来た。非常に高額で払う事が出来なかったため、アルフレッドは10ヶ月の返済期限をマリエルに与えた。それまでに返済出来なかった場合、家も妖精の樹も取り上げられてしまう。
マリエルは妖精使いとして、人の役に立ち借金を返すお金を工面しようと考えた。その過程で、マリエルは様々な出会いや冒険を経験することになる。各地を旅するうちに妖精使いとしての本当の使命に気づいていく。

## 主な登場キャラクター
マリエル・ウッドワース声 - 有島モユ
妖精と会話することが出来る不思議な少女。妖精使いの父を持つが、現在行方不明。失踪した父親に代わり妖精使いとして働くことを決意する。現在はウッドワース家の守護妖精であるフィオナと共に暮らしている。人に疑いを持たず、街の人々から愛されている少女。
フィオナ声 - 豊嶋真千子
ウッドワース家の守護妖精。猫が嫌いでアルフレッドとは犬猿の仲。得意料理はケーキ。
アルフレッド声 - 野田順子
人語を話す黒猫。自分で自分の事を人間であると話す。借金取りではあるが、人情に弱い。
ポピンジェイ
リュートを片手に各地を旅する吟遊詩人。妖精であるドルチェを付き従えた妖精使いであり、マリエルの父についても何か心当たりがあるらしい。
ドルチェ
ポピンジェイに付き従っている妖精で、彼の恋人を自称している。かなり高位の妖精だが、喋ることができない。好きなものはジャムとマーマレード。それらを窓際に供えてくれるローアンに好意的な気持ちを持つ。
レベッカ声 - 金月真美
妖精使いであること以外、まったくの謎な女性。優しさと内に秘めた闇を併せ持つ。マリエルに色々と助言してくれる。
キャシー声 - 牧島有希
オークベリーにある唯一にして最高のパン屋の娘。正義感が強い反面、おっちょこちょいで失敗も多く自己嫌悪に陥りやすい。アーヴィンに好意を持っているが、なかなか言い出せずにいる。
エリック声 - 滝下毅
錬金術師。オークベリーの合成屋で働いており、マテリアルという物質を合成してくれる。妹がおり、彼が錬金術を始めたのは、彼の妹がきっかけらしい。
オスカー
駆け出しの絵描きで、教会通りの小屋をアトリエに絵を描いている。金持ちの家系且つハンサムなので女性にもてる。
チャンドラー
盗賊団を追いかけている捜査官。
ヘイゼル声 - 水樹奈々
イエッタの孫で、ローアンの姉。マリエルとは「心の友」の誓いを交わすほどに仲が良い。妄想癖があり、よく自分の世界に入ってしまう。妖精に憧れる。
ローアン
病弱で、療養のために田舎であるオークベリーに家族でやって来た。妖精に会いたいがために、窓辺にジャムやマーマレードを供える。
イェッタ
マリエル宅の隣でハーブ園を営み、イエッタおばあちゃんの名称で呼ばれる。マリエルを自分の孫のように気にかける。彼女の淹れたハーブティーは絶品。

## キーワード
ウッドワース家
マリエルの家が守り抜いてきた"妖精の樹"。この樹には、妖精を誕生させることができる神秘的な力がある。妖精使いの一族は、何があっても手放すことは許されない。
ハミルトン商会
金貨千枚をマリエルの父に貸した商会。妖精の樹も担保にして取り上げようと、アルフレッドを派遣している。
妖精
自然界の象徴であり、人間の心(願い)が生み出したもの。彼らは各地に生息する野生妖精、マリエルが生み出す技能妖精、奇跡が起こると生まれる奇跡妖精の3種類に分けられる。妖精使いは、彼らと繋がりを持つことで力を借りることができる。

## 主題歌
- オープニングテーマ「Believe 〜気づけばそこに〜」
  - 歌：金月真美、野田順子、豊嶋真千子、有島モユ、牧島有希、水樹奈々、バカボン鬼塚

- イメージソング「Smile Smile」
  - 歌：金月真美、野田順子、豊嶋真千子、有島モユ、牧島有希、水樹奈々、バカボン鬼塚